# Phlesirtes latifrons
Phlesirtes latifrons är en insektsart som beskrevs av Lucien Chopard 1954. Phlesirtes latifrons ingår i släktet Phlesirtes och familjen vårtbitare. Inga underarter finns listade i Catalogue of Life.